# Luigi Carzino
Luigi Carzino (Sampierdarena, 1º marzo 1926 – Genova, 17 luglio 2009) è stato un calciatore italiano, di ruolo portiere.
(L'Unità, Giovedì 27 aprile 1950.)

## Biografia
Era figlio di Enrico, anch'egli calciatore di ruolo portiere che giocò nella Sampierdarenese, Genoa e Imperia.
Fra i sedici e i diciassette anni, durante gli eventi finali della seconda guerra mondiale, ha combattuto contro il fascismo e il nazismo come staffetta partigiana a Genova e in Piemonte. Dopo il suo ritiro dal calcio, ha lavorato come direttore dello stabilimento Italsider di Campi.

## Caratteristiche tecniche
Portiere con molta bravura e veloce nelle uscite. Fisicamente uguale a suo padre, magro e di altezza media.

## Carriera

Carzino alla "Samp" nel 1945, in azione contro il Bologna.

Cresciuto nella Sampierdarenese, esordì in amichevole contro il Cavagnaro nel 1941. All'età di 15 anni, a causa delle possibili defezioni degli altri portieri, ebbe quasi la possibilità di esordire in Serie A, cosa che non avvenne poiché il portiere titolare si riprese dall'infortunio.
Ritornato al calcio giocato dopo la parentesi nelle file della resistenza durante gli ultimi anni della seconda guerra mondiale, esordì nella stagione 1945-1946 dove gioca 6 partite in Divisione Nazionale con la Sampierdarenese, subendo complessivamente 18 reti.
Dopo una stagione nella Sampdoria passa in prestito alla Lavagnese, con cui gioca per una stagioni in Serie C. Passò con la maglia del Pavia, in serie C, giocò 35 partite, subendo complessivamente 41 reti. Ritorna alla "Samp", senza giocare mai in Serie A.
Nel 1953 ritorna gioca a Cairese, dopo un periodo trascorso nell'Acqui dove giocò insieme a suo cugino Luigi Carzino (figlio di Ercole Carzino). Era noto anche come Carzino I per distinguerlo dal cugino Luigi, conosciuto come Carzino II.

## Statistiche
| Stagione          | Squadra           | Campionato       | Campionato | Campionato |
| Stagione          | Squadra           | Comp             | Pres       | R.S        |
| ----------------- | ----------------- | ---------------- | ---------- | ---------- |
| 1940-1941         | Liguria           | B                | -          | -          |
| 1941-1942         | Liguria           | A                | -          | -          |
| 1942-1943         | Liguria           | A                | -          | -          |
| 1945-1946         | Sampierdarenese   | A                | 6          | -18        |
| 1946-1947         | Cairese           | C                | 33         | -29        |
| 1947-1948         | Lavagnese         | C                | 28         | -14        |
| 1948-1949         | Lavagnese         | IV               | 27         | -35        |
| Totale Lavagnese  | Totale Lavagnese  | Totale Lavagnese | 55         | -49        |
| 1949-1950         | Pavia             | C                | 35         | -41        |
| 1950-1951         | Sampdoria         | A                | 0          | 0          |
| 1951-1952         | Acqui             | IV               |            |            |
| 1952-1953         | Cairese           | Prom.            | 22         | -26        |
| Totale Campionato | Totale Campionato |                  | 151        | -163       |

## Palmarès

### Competizioni nazionali
- Campionato italiano di Serie B: 1

Liguria: 1940-1941